# Liberecký tunel
Liberecký tunel je silniční tunel na silnici I/35 v Liberci, v části Jeřáb. Tunel se nachází v blízkosti železniční stanice Liberec a podchází prostor ulic 1. máje a Vaňurovy, kde se také nachází liberecké autobusové nádraží. Tunel je součástí čtyřpruhového, směrově děleného průtahu městem. Sestává ze dvou jednosměrných tubusů o délkách 280 m a 240 m, z nichž každý má dva pruhy.
Celkem 4,5 kilometru dlouhý úsek směrově děleného průtahu Libercem silnice I/35 mezi Londýnskou ulicí na severu a Doubskou ulicí na jihu stavěl od roku 1983 liberecký závod podniku Správa silnic a železnic Hradec Králové. Výstavba hloubeného tunelu započala roku 1988. Silnice byla budována a zprovozňována postupně. Poslední dokončovanou etapou byl úsek s tunelem mezi Viaduktem (Švermovou ulicí) a Doubskou ulicí o délce 1450 m, který byl uveden do provozu 3. srpna 1993.